# Communauté de communes Val d'Eure et Vesgre
La communauté de communes Val d'Eure et Vesgre est une ancienne communauté de communes française, située dans les départements de l'Eure et d'Eure-et-Loir et dans les régions Centre-Val de Loire et Normandie.

## Historique
Les arrêtés inter-préfectoraux n°2006-1138 et 2008-0992.
La communauté de communes Val d'Eure et Vesgre a vu le jour au début de l'année 2007, instituée par l'arrêté inter-préfectoral n°2006-1138 du 7 décembre 2006. Elle regroupait alors onze communes (Anet, Boncourt, Ezy-sur-Eure, Guainville, Ivry-la-Bataille, La Chaussée d'Ivry, Le Mesnil-Simon, Mouettes, Oulins, Saussay, Sorel-Moussel), situées sur deux départements et deux régions, au centre du triangle formé par les pôles de Dreux, Évreux et Mantes-la-Jolie.
Une douzième commune est venue intégrer fin 2008 ce territoire, l'arrêté inter-préfectoral n°2008-0992 du 16 décembre 2008 portant modification du périmètre initial pour y intégrer la commune de Gilles.

Une particularité géographique et administrative.
Particularité géographique et administrative, trois des communes appartiennent au département de l'Eure en région Normandie (Ezy-sur-Eure, Ivry-la-Bataille et Mouettes), neuf au département d'Eure-et-Loir en région Centre-Val de Loire (Anet, Boncourt, La Chaussée d'Ivry, Gilles, Guainville, Le Mesnil-Simon, Oulins, Saussay, Sorel Moussel).
Ces communes font partie intégrante d'un bassin de vie situé autour des rivières de l'Eure et de la Vesgre. Ces communes ont ainsi pu expérimenter positivement la collaboration intercommunale au travers du Syndicat intercommunal du canton d'Anet (SICA), créé en janvier 1983 et ouvert notamment aux communes des deux départements riverains.

Un rapprochement fondé sur le service de l'enfance, de la jeunesse et de la famille
Certaines communes ont ainsi pu adhérer à la compétence « Enfance Jeunesse Famille » du SICA pour fédérer des objectifs communs et engager un esprit communautaire en vue de mutualiser des moyens et des méthodes de travail. Depuis, la communauté de communes, nouvellement constituée, est dorénavant opérationnelle et tournée vers l'avenir pour s'engager dans une dynamique de projets, lui permettant de répondre au plus près des besoins exprimés par les habitants de la vallée.

Un bassin de vie résidentiel et attrayant.
Le territoire communautaire s'intègre naturellement dans une zone au passé historique et sociologique commun, composé de villes bourgs et de villages situés de part et d'autre de la rivière et regroupant plus de 16 500 habitants au dernier recensement de population (rgp 2009 - Insee). Sa proximité immédiate avec la région parisienne (à 5 kilomètres du département des Yvelines) participe également à son dynamisme démographique, puisque de nouveaux habitants viennent chaque année s'installer sur le territoire, le cadre de vie y étant particulièrement attractif.

Disparition de la communauté de communes
Le 1er janvier 2014, la communauté d'agglomération du Pays de Dreux a remplacé Dreux agglomération, les communautés de communes de Val d'Eure et Vesgre, des Villages du Drouais, du Val d'Avre, du Thymerais, du Plateau de Brezolles et de la commune d'Ormoy

## Composition
Elle est composée des communes suivantes :
1. Anet
2. Boncourt
3. La Chaussée-d'Ivry
4. Ézy-sur-Eure
5. Gilles
6. Guainville
7. Ivry-la-Bataille
8. Le Mesnil-Simon
9. Mouettes
10. Oulins
11. Saussay
12. Sorel-Moussel

## Compétences
- Actions de développement économique
- Aménagement de l'espace communautaire
- Assainissement non collectif
- Collecte, traitement et valorisation des déchets (ordures ménagères, tri sélectif, déchets verts)
- Enfance, jeunesse, famille

## Sources
- le splaf - (Site sur la Population et les Limites Administratives de la France)
- La base aspic - (Accès des Services Publics aux Informations sur les Collectivités)